# Rema avisignata
Rema avisignata är en fjärilsart som beskrevs av Louis Beethoven Prout 1924. Rema avisignata ingår i släktet Rema och familjen nattflyn. Inga underarter finns listade.